# NGC 5787
NGC 5787 é uma galáxia espiral (S?) localizada na direcção da constelação de Boötes. Possui uma declinação de +42° 30' 26" e uma ascensão recta de 14 horas, 55 minutos e 15,4 segundos.
A galáxia NGC 5787 foi descoberta em 9 de Abril de 1787 por William Herschel.